# Contea di Custer (Idaho)
La contea di Custer (in inglese Custer County) è una contea dello Stato dell'Idaho, negli Stati Uniti. La popolazione al censimento del 2014 era di 4 140 abitanti. Il capoluogo di contea è Challis.

## Geografia
La contea si trova nel centro dello Stato. Il territorio consiste in deserti aridi, vallate, ma prevalentemente montagne, tra cui il Borah Peak, la montagna più alta dell'Idaho.
Dal 2017 un'area del territorio occidentale è parte della Central Idaho Dark Sky Reserve.

### Contee confinanti
- Contea di Lemhi - nord-est
- Contea di Butte - sud-est
- Contea di Blaine - sud
- Contea di Elmore - sud-ovest
- Contea di Boise - sud-ovest
- Contea di Valley - nord-ovest

## Storia
La contea fu fondata nel 1881 e fu chiamata così in onore del generale George Custer.

## Comuni

### Cities
- Challis (capoluogo)
- Clayton
- Lost River
- Mackay
- Stanley